# Маннанов, Шакир Фатихович
Шакир Фатихович (Фатыхович, Фаттыхович) Маннанов (1 октября 1917 года, деревня Кияуково (современный Ишимбайский район Башкортостана) — 23 апреля 1973 года, п. Центр. усадьбы Стерлитамакского совхоза (вариант: Стерлитамакский совхоз) Стерлитамакского района БАССР, ныне с. Октябрьское Стерлитамакского района РБ .
Полный кавалер ордена Славы (один из 29-и полных кавалеров ордена Славы, награждённых четырьмя орденами Славы.

## Биография
Командир расчёта 76-миллиметровой пушки 1030-го стрелкового полка 260-й стрелковой дивизии.
За мужество и отвагу, проявленные в боях, 6 декабря 1943 года сержант Мананов Шакир Фатихович награждён орденом Славы 3-й степени (№ 57717).
В начале июля 1944 года в бою за город Ковель Волынской области Украины орудийный расчёт 1030-го стрелкового полка (260-я стрелковая дивизия, 47-я армия, 1-й Белорусский фронт) под командованием сержанта Мананова Ш. Ф. разбил вражеский дзот, подавил две пулемётные точки и сразил свыше отделения вражеских солдат.
За мужество и отвагу, проявленные в боях, 5 сентября 1944 года сержант Мананов Шакир Фатихович награждён орденом Славы 2-й степени (№ 4212).
21 сентября 1944 года в бою за польский населённый пункт Шамоцин сержант Шакир Мананов, находясь в составе артиллерийской батареи, ликвидировал два пулемёта, дзот и до пятнадцати фашистских солдат. Когда орудие было выведено из строя, бесстрашный артиллерист продолжал участвовать в бою в рядах пехоты, огнём из автомата уничтожил около десятка гитлеровцев.
Указом Президиума Верховного Совета СССР от 22 февраля 1945 года за образцовое выполнение заданий командования в боях с немецко-фашистскими захватчиками сержант Мананов Шакир Фатихович награждён орденом Славы 1-й степени (№ 9), став полным кавалером ордена Славы.
В 1954—72 работал в отделении связи посёлка Октябрьское.
«Тридцать семь наших земляков стали полными кавалерами ордена Славы (в целом по стране их было чуть больше 2,5 тысяч человек), но лишь один из них носил в своей орденской колодке целых четыре ордена под Георгиевской лентой. Это был всё тот же Маннанов. Почему ему вручили второй орден 3-й степени — а было это в конце 1960-х годов — сейчас уже трудно установить (Шакир Фатыхович умер в 1973 г.): скорее всего, ещё не получив первый, Маннанов за храбрость вновь был представлен к награде, и через много лет награда нашла героя.»

## Память
На здании ДК в с. Октябрьском установлена мемориальная доска.